# Henri Salvador
Henri Gabriel Salvador (Cayenne, Francia Guyana, 1917. július 18. – Párizs, 2008. február 13.) francia előadóművész.

## Élete
Apja spanyol származású adótisztviselő, anyja karibi indián volt, akik mindketten Guadeloupe-on születtek. Hétévesen költözött szüleivel Párizsba.
Henri Salvador az 1930-as évek kezdetétől foglalkozott zenével. Kezdetben gitáron kísért másokat. Django Reinhardt lemezeit hallgatva tanulta a játékot. 1935-ben Brazíliában vált ismertté. 1940-ben Raymond „Ray” Venturával együtt lépett fel. A francia rockzene egyik első előadója volt. 1955-ben Henry Cording álnéven egy rocklemezt adott ki, melynek szövege paródia volt Boris Vian dalaira.
1961-ben saját lemezcéget alapított.
Salvador repertoárján megtalálhatóak hagyományos szentimentális dalok, sanzonok, komikus paródiák is. Sok gyerekdalt is előadott. Élete legvégéig aktívan szerepelt tévéműsorokban. Legnépszerűbb dalai között voltak például ezek: Syracuse, Une chanson douce, Zorro est arrivé, Le lion est mort ce soir (The Lion Sleeps Tonight), Juanita Banana, Le travail, c’est la santé, Monsieur Boum Boum.
Kilencvenéves korában hunyt el. A Père-Lachaise temetőben nyugszik.

## Jelentősebb dalai
- Maladie d’Amour (1947)
- Clopin clopant (1947)
- Une chanson douce (Le loup, la biche et le chevalier) (1950)
- Rock Hoquet (1956)
- Rock’n Roll Mops (1956)
- Blouse du dentiste (1956)
- Dans mon île (1958)
- Une bonne paire de claques (1958)
- Syracuse (1960)
- Faut rigoler (1960)
- Le lion est mort ce soir (1962) (The Lion Sleeps Tonight)
- Minnie petite souris (1963)
- Monsieur Boum Boum (1963)
- Zorro est arrivé (1964)
- Ma Pipe (1964)
- Le travail c’est la santé (1965)
- Juanita banana (1966)
- Mais non, mais non (1969)
- Fugue en rire (1970)
- C'est pas la joie (1973)
- J'aime tes g’noux (1974)
- Ouais (1978)
- Blues Dingue (1989)